# Daniël De Cubber
Daniël (Danny) De Cubber (19 april 1954) is een voormalig Belgisch voetballer. Hij speelde vooral als defensieve middenvelder.

## Carrière
Op zijn tiende sloot De Cubber zich aan bij Union Sint-Gillis. Hij debuteerde er op zijn achttiende in eerste klasse tegen KV Mechelen. Hij speelde daarna nog in tweede klasse en later in derde klasse. In 1975 vertrok de Franstalige Brusselaar De Cubber naar Club Brugge, waar Ernst Happel trainer was. Club Brugge speelde in die periode drie seizoenen op rij kampioen en speelde ook twee verloren Europese finales, telkens tegen Liverpool. In zijn tweede seizoen bij Brugge liep De Cubber een zware blessure op. Tijdens een wedstrijd met de militaire ploeg liep hij een open breuk op in de linkervoet. Na een lange revalidatie werd De Cubber in het seizoen 1977-1978 opnieuw basisspeler In 1979 vertrok hij naar RWD Molenbeek en het jaar erop naar KSK Beveren, waar Robert Goethals trainer was. De Cubber blonk er uit in een dienende rol naast spelmaker Heinz Schönberger. In 1981 keerde hij terug naar Club Brugge, maar hij scheurde de kruisband van de linkerknie in een wedstrijd tegen FC Luik. Bovendien klikte het niet met Georg Kessler, die in 1982 coach van Brugge werd. De Cubber viel naast de ploeg. In 1984 verhuisde hij op zijn dertigste naar Doornik, dat in derde klasse speelde.
Na zijn spelerscarrière bleef De Cubber niet in de voetbalwereld en werd vrachtwagenchauffeur.

## Erelijst

### Speler
Club Brugge
- Eerste Klasse: 1975–76, 1976–77, 1977–78,
- Beker van België: 1976–77, 1978-79 (finalist), 1982-83 (finalist)[3]
- UEFA Cup: 1975-76 (finalist)[4]
- Europacup I: 1977-78 (finalist)[5]
- Trofee Jules Pappaert: 1978[6]
- Brugse Metten: 1981[7]

## Referentielijst
1. ↑  Club Brugge | Daniël De Cubber bio.
2. ↑  Vanderhaeghe, Stijn  (7 maart 2023). Ex-Club Brugge-sterkhouder Danny De Cubber, die twee Europese finales speelde, ziet het somber in. Primo  31
3. ↑  Belgium - List of Cup Finals. Gearchiveerd op 28 mei 2022.
4. ↑  Sportuitslagen | Voetbal - UEFA Cup - 1975/1976 - Home. Gearchiveerd op 30 november 2022.
5. ↑  Uefa.com 1978 final highlights: Liverpool 1-0 Club Brugge. Gearchiveerd op 30 november 2022.
6. ↑  Jules Pappaert Cup. Gearchiveerd op 23 april 2022.
7. ↑  Winnaars Brugse Metten. Gearchiveerd op 3 juni 2013.